# Angola
 For alternative betydninger, se Angola (flertydig). (Se også artikler, som begynder med Angola)
Angola (officielt: Republikken Angola; portugisisk: República de Angola) er en suveræn stat i Centralafrika. Landet grænser op til Namibia, den Demokratiske Republik Congo, Republikken Congo og Zambia. Det har et areal på 1.246.700 km2
og et befolkningstal på ca. 36.749.906 (2023) indbyggere. Hovedstaden er Luanda, der har ca. 3 millioner indbyggere.
Landet var en portugisisk koloni indtil 1975. Fra 1961 påbegyndte frihedsbevægelsen MPLA et oprør, efterfulgt af FNLA og UNITA. I november 1975 blev Angola uafhængigt, og MPLA gjorde landet til et kommunistisk et-parti-diktatur. Samtidig brød der stridigheder ud mellem MPLA på den ene side og FNLA og UNITA på den anden, stridigheder der udviklede sig til en blodig borgerkrig. Fra starten havde konflikten mellem MPLA og FNLA/UNITA stærke ideologiske overtoner. MPLA blev under den kolde krig støttet af Sovjetunionen og Cuba. FNLA og senere UNITA blev støttet af USA og Sydafrika.
Det første forsøg på en fredsslutning indledtes i 1991. Der blev afholdt valg, som MPLA vandt, og Unita genoptog herefter den væbnede kamp. Der blev igen i 1994 forsøgt en fred med Lusakaaftalen. FN-soldater blev indsat for at underbygge aftalen, men der blev aldrig opnået ro i landet. I 1998 brød aftalen fuldstændig sammen. UNITAs leder Jonas Savimbi blev dræbt i februar 2002, og en ny fredsproces blev indledt i april 2002. Aftalen bygger på Lusakaaftalen og medførte, at mange af Unitas soldater er blevet integreret i Angolas hær, FAPLA. De øvrige soldater befinder sig i særlige lejre.
Landet er præget af de store ødelæggelser efter borgerkrigene, og det anslås, at cirka 4 millioner af dets 36 millioner indbyggere er internt fordrevne flygtninge. Landet står derfor over for et meget stort opbygningsarbejde.

## Geografi
Angola har et areal på 1.246.700 km2
.

### Administrativ inddeling
Angola er inddelt i 18 provinser (provincias) og 158 distrikter (municipios). Provinserne i Angola er:
| - 1 Bengo - 2 Benguela - 3 Bié - 4 Cabinda - 5 Cuando Cubango - 6 Cuanza Norte | - 7 Cuanza Sul - 8 Cunene - 9 Huambo - 10 Huila - 11 Luanda - 12 Lunda Norte | - 13 Lunda Sul - 14 Malanje - 15 Moxico - 16 Namibe - 17 Uige - 18 Zaire | Kort over Angola med provinserne nummereret |

## Demografi
Angola har et anslået befolkningstal på ca. 36.749.906 (2023) indbyggere.